# USS Intrepid (CV-11)
La USS Intrepid (codici e numeri d'identificazione CV/CVA/CVS-11), anche conosciuta come The Fighting I, è stata una delle 24 portaerei della classe Essex costruite durante la seconda guerra mondiale per la Marina degli Stati Uniti d'America.
È la quarta nave della Marina degli Stati Uniti d'America che porta questo nome. Nell'agosto del 1943, l'Intrepid partecipò alla battaglia del Golfo di Leyte. Operò quindi principalmente nel Pacifico, dove fu colpita da due kamikaze (il 30 ottobre 1944 e il 16 aprile 1945) che la danneggiarono senza però riuscire a farla affondare.
Ritirata dal servizio attivo dopo i danni subiti nell'operazione Kikusui, durante la battaglia di Okinawa  alla fine della seconda guerra mondiale (tanto da guadagnarsi il nomignolo di Decrepit per i suoi numerosi danni e di Dry, "asciutta", per il suo stazionamento in bacino di carenaggio), fu ammodernata e riqualificata come portaerei d'attacco (CVA) ai primi degli anni 1950 e in seguito come portaerei antisommergibile (CVS). In questa seconda operatività partecipò alla guerra del Vietnam e fece parte del programma Gemini e del progetto Mercury.
Fu dismessa nel 1974, e nel 1982 è diventata una nave museo della fondazione Intrepid Sea-Air-Space Museum, che l'ha ormeggiata al molo 86 di Manhattan (New York).